# Vernacija
Vernacija je naziv za pojavu koja opisuje kakav je oblik i položaj pojedinih listova u već razvijenom pupu, dok je estivacija raspored latica i lapova u cvjetnom pupu.

## Oblici vernacije
Vernacija može biti vrlo raznolika, a ovdje su navedeni neki od oblika.  
- Jahata vernacija – karakteristična je po dva nasuprotno smještena lista od kojih vanjski list obavija unutarnji tako da mu rubovi dopiru do srednjeg rebra unutarnjeg lista.
- Crjepasta vernacija – jedan list svojim rubovima prekriva dva susjedna lista pri čemu je jedan list prekriven rubovima dvaju susjednih listova dok svi ostali listovi jednim rubom prekrivaju susjedni list, a jedan im je rub prekriven od susjednog lista.
- Uvrnjena vernacija – rubovi plojke smotani su prema gornjoj površini lisne plojke.
- Polujahata vernacija – dva nasuprotno smještena lista umetnuta su jedan u drugi tako da se međusobno prekrivaju samo polovicom plojke.
- Smotana vernacija – plojka je smotana u cijev u smjeru glavne osi lista.
- Kružičasta vernacija – plojka je smotana u poprečnom smjeru od vrha prema osnovici.
- Nabrana vernacija – lisna plojka je više puta nabrano složena poput lepeze.
- Suvratna vernacija – rubovi lisne plojke su zakrenuti i smotani prema donjoj površini plojke.
- Ispružena vernacija – lisna plojka zauzima isti položaj kakav će imati kad se pup razvije.
- Zaklopčasta vernacija – pojedine lisne plojke rubovima se dodiruju, ali se ne prekrivaju.
- Usukana vernacija – listovi koji prekrivaju jedan drugoga su usukani.
- Preklopljena vernacija – lisna plojka preklopljena je po dužini, uzduž glavnog rebra.

## Vanjske poveznice
Vernation